# Hayakawa
Hayakawa (jap. 早川町 Hayakawa-chō) – miasto w Japonii, na wyspie Honsiu, w prefekturze Yamanashi. Według danych na rok 2020 miejscowość zamieszkiwało 10 098 mieszkańców , a gęstość zaludnienia wyniosła 27,3 os./km².